# Ki-Jana Hoever
Ki-Jana Delano Hoever (* 18. Januar 2002 in Amsterdam, Niederlande) ist ein niederländischer Fußballspieler, der als Verteidiger bei den Wolverhampton Wanderers in der englischen Premier League unter Vertrag steht und an die AJ Auxerre verliehen ist.

## Karriere

### Verein
Hoever begann seine Karriere bei AZ Alkmaar, bevor er 2014 zu Ajax Amsterdam wechselte. Im August 2018 wechselte der 16-Jährige in den Nachwuchs des FC Liverpool, musste jedoch bis September 2018 auf die internationale Freigabe warten. Da er bei Ajax keinen Profivertrag unterschrieben hatte, musste Liverpool nur eine minimale Entschädigung zahlen. Hoever spielte zunächst parallel mit der U18 in der U18-Premier-League, mit der U19 in der UEFA Youth League und mit der U23 in der Premier League 2. Im Dezember 2018 begann Hoever mit der Profimannschaft zu trainieren und erhielt Lob von Trainer Jürgen Klopp. Er gab sein Debüt für am 7. Januar 2019 bei einem FA-Cup-Spiel gegen die Wolverhampton Wanderers. Sein Auftritt machte ihn zum jüngsten Liverpooler Spieler im FA Cup und zum drittjüngsten in allen Wettbewerben. Insgesamt kam Hoever neben einem Einsatz für die Profis in dieser Spielzeit zu je 5 Einsätzen in der U18-Premier-League und UEFA Youth League sowie zu 7 Einsätzen für die U23.
Auch in der Saison 2019/20 gehörte Hoever zum erweiterten Profikader. Er stand ohne Einsatz im Kader für den UEFA Super Cup, den der FC Liverpool gegen den FC Chelsea gewann. Anschließend folgten 2 Einsätze im EFL Cup. Im Dezember 2019 wurde Hoever für die Klub-Weltmeisterschaft 2019 nominiert, kam beim Gewinn des Turniers aber nicht zum Einsatz. Im Februar 2020 folgte ein weiterer Einsatz im FA Cup sowie eine Nominierung in den Spieltagskader für ein Premier-League-Spiel. Der FC Liverpool wurde englischer Meister, der junge Verteidiger verpasste allerdings die nötigen 5 Einsätze für den Erhalt der Medaille. Parallel kam er zu einem Einsatz für die U18 im FA Youth Cup, 5 Einsätzen für die U19 in der UEFA Youth League sowie zu 7 Einsätzen für die U23.
Mitte September 2020 wechselte Hoever innerhalb der Premier League zu den Wolverhampton Wanderers. Der 18-Jährige unterschrieb einen Vertrag bis zum 30. Juni 2025. Wenige Tage später debütierte der Niederländer unter dem Cheftrainer Nuno Espírito Santo als Einwechselspieler in der höchsten englischen Spielklasse. Im Juni 2022 wurde Hoever für die Saison 2022/23 an die PSV Eindhoven in sein Heimatland ausgeliehen.

### Nationalmannschaft
Er ist Jugendnationalspieler der Niederlande. Mit den Niederlanden gewann er die U-17-Fußball-Europameisterschaft 2019 in Irland. Er stand im Finale auf dem Platz.

## Sonstiges
Hoever wurde in Amsterdam, Niederlande, geboren und ist surinamischer Abstammung. Sein Vater, ein ehemaliger American-Football-Spieler, benannte ihn nach dem ehemaligen NFL-Profi Ki-Jana Carter.

## Erfolge
- U17-Europameister: 2019
- Klub-Weltmeister: 2019 (ohne Einsatz)
- UEFA-Super-Cup-Sieger:  2019 (ohne Einsatz)
- Niederländischer Supercupsieger: 2022